# Ален Жилети
Ален Жилети (фр. Alain Giletti; рођен 9. новембра, 1939) је француски клизач у уметничком клизању. Године 1960. освојио је злато на светском првенству у уметничком клизању и три пута је био учесник на зимским олимпијским играма.

## Такмичарски резултати
| Догађај                        | 1951 | 1952 | 1953 | 1954 | 1955 | 1956 | 1957 | 1958 | 1959 | 1960 | 1961 |
| ------------------------------ | ---- | ---- | ---- | ---- | ---- | ---- | ---- | ---- | ---- | ---- | ---- |
| Зимске олимпијске игре         |      | 7    |      |      |      | 4    |      |      |      | 4    |      |
| Светско првенство              |      | 8    | 5    | 3    | 4    |      | 4    | 3    | 4    | 1    |      |
| Европско првенство             |      | 4    | 2    | 2    | 1    | 1    | 1    | 2    | 2    | 1    | 1    |
| Француско национално првенство | 1    | 1    | 1    | 1    | 1    | 1    | 1    |      | 1    | 1    | 1    |